# Morlanne
Morlanne ist eine französische Gemeinde mit 613 Einwohnern (Stand 1. Januar 2022) im Département Pyrénées-Atlantiques in der Region Nouvelle-Aquitaine (vor 2016: Aquitanien). Die Gemeinde gehört zum Arrondissement Pau und zum Kanton Artix et Pays de Soubestre (bis 2015: Kanton Arzacq-Arraziguet).
Der Name in der gascognischen Sprache lautet Morlana. Die Bewohner werden Morlannais und Morlannaises genannt.

## Geographie
Morlanne liegt ca. 35 km nordwestlich von Pau in der historischen Provinz Béarn am nördlichen Rand des Départements.
Umgeben wird Morlanne von den Nachbargemeinden:
| Casteide-Candau | Arget                                       | Piets-Plasence-Moustrou |
| Hagetaubin      | Kompassrose, die auf Nachbargemeinden zeigt | Garos                   |
|                 | Pomps                                       | Bouillon                |

Morlanne liegt im Einzugsgebiet des Flusses Adour. Der Luy de Béarn durchquert mit seinem Zufluss, dem Tiroulet, das Gemeindegebiet.

## Geschichte
Morlanne liegt auf einer strategisch günstigen Lage auf einer Anhöhe über dem Luy de Béarn, so dass sich Menschen bereits in der Urgeschichte an dieser Stelle niedergelassen haben. Ein Lager mit ovaler Form von 200 m Länge und 100 m Breite befand sich 1,500 m östlich der heutigen Kirche auf 224 m Höhe, einem Gipfelpunkt der Region. Es gewährte Unterkunft für eine Gemeinschaft mit einer hierarchischen sozialen Ordnung. Zwei Eingänge sind heute noch zu identifizieren, einer im Norden und einer im Süden. Dieser ist von einem Erdhügel flankiert, der einen Beobachtungsposten gewesen sein könnte oder aber zusammen mit einem weiteren Erdhügel auf der gegenüberliegenden Seite eine Holzbrücke trug, wie sie bei Oppida derselben Zeit oft der Fall war. Weil bis heute keine Ausgrabungen durchgeführt wurden, wurde zur Bestimmung des Alters ein Vergleich mit den Oppida von Asson und dem Wald von Bordes herangezogen, die beide mit 500 v. Chr., d. h. mit dem Ende der Eisenzeit, datiert wurden.
Es dauerte bis zum Mittelalter, bis eine Erwähnung des Orts in den Aufzeichnungen auftrat. Für die Zeit um 1060 zeigen die Archive einen gewissen Gaillard de Morlanne, zwei Jahrhunderte später wird die „Tochter des Grundherrn von Morlanne“ erwähnt. Die Gemeinde entwickelte sich an den Standorten von zwei Erdhügelburgen, die vor dem 12. Jahrhundert errichtet wurden. Auf einem dieser Erdhügeln ließ Gaston Fébus, Graf von Foix und Vicomte von Béarn, im Jahre 1373 eine neue Burg für seinen Halbbruder Arnaud-Guilhem als Teil des Verteidigungssystems des Béarn gegenüber der englisch beherrschten Gascogne errichten. In der Volkszählung des Béarn im Jahre 1385 wurden in Morlanne beachtliche 72 Haushalte gezählt und die Zugehörigkeit des Dorfes zur Bailliage von Garos festgehalten. Die Größe entspricht einer Einwohnerzahl von rund 400 und belegt eine erste Blütezeit der Gemeinde. In der Folge wurde im 15. Jahrhundert ein Laienkloster, Vasall des Vicomtes von Béarn, gegründet.
Um 1549 begann die Bevölkerung zu schrumpfen, nur noch 50 Haushalte wurden gezählt. Während die Kirche vermutlich bereits von Gaston Fébus befestigt wurde, ist sie während der Hugenottenkriege zu einer Festung ausgebaut worden. Zwischen den 17. und dem 19. Jahrhundert ersetzten Häuser im klassischen Béarner Stil die aus dem Mittelalter verbliebenen Häuser.
Toponyme und Erwähnungen von Morlanne waren:
- Morlana (1286, Urkunden des Béarn),
- Morlane (1288, Notare von Navarrenx, Blatt 35),
- Sent-Laurentz de Morlana (1537, Notare von Garos, Blatt 4),
- Morlane (1750, Karte von Cassini) und
- Morlanne (1793 und 1801, Notice Communale bzw. Bulletin des Lois).[7][10][11]

### Einwohnerentwicklung
Nach Höchstständen der Einwohnerzahl von rund 1000 in der Mitte des 19. Jahrhunderts reduzierte sich die Zahl bei kurzen Erholungsphasen bis zu den 1970er Jahren auf rund 340, bevor ein signifikanter Wachstum einsetzte, der bis heute andauert.
| Jahr      | 1962 | 1968 | 1975 | 1982 | 1990 | 1999 | 2006 | 2009 | 2022 |
| --------- | ---- | ---- | ---- | ---- | ---- | ---- | ---- | ---- | ---- |
| Einwohner | 361  | 366  | 338  | 386  | 389  | 428  | 454  | 574  | 613  |

## Sehenswürdigkeiten

### Pfarrkirche
Die Existenz der Laurentius von Rom geweihten Kirche wird durch die Aufzeichnungen ab dem 10. Jahrhundert bestätigt. Sie wurde auf einer Motte von nur geringer Höhe (ca. 1,6 m) nördlich der Siedlung errichtet und hatte somit zunächst die Funktion einer Burgkapelle. Die ältesten heute noch bestehenden Teile der Kirche datieren aus dem 13. Jahrhundert, darunter der massive, rechteckige Glockenturm, der mit Schießscharten ausgestattet ist. Gegen Ende des 14. Jahrhunderts, als Gaston Fébus die Burg bauen ließ, wurde die Verteidigungsfunktion der Kirche zusätzlich verstärkt, indem u. a. das Mauerwerk aus Kieselsteinen im oberen Teil durch Werksteine ersetzt wurde. Während der Hugenottenkriege wurde die Kirche 1569 zu einer reformierten Kirche umgewandelt, mit der Intervention des französischen Königs Ludwig XIII. gegen 1620 wieder an die katholische Kirche zurückgegeben.
Im 17. Jahrhundert wurden einige gotische Fenster auf der Südseite zugemauert, um ein Eingangsportal zu errichten. Er befindet sich in Höhe des zweiten Jochs des Langbaus unter einem Risalit, der mit einer Haube ausgestattet ist. Über der Tür ist der Spruch „à Dieu seul gloire et louange“ (deutsch Ehre und Lob einzig zu Gott) eingraviert.
1911 fanden umfangreiche Umbauarbeiten statt, die diverse Elemente der Befestigung beschädigten, die für entbehrlich gehalten wurden, darunter Schießscharten, Zinnen und der innere Rundweg auf der Wehrmauer.
Das heutige einschiffige Langhaus von drei Jochen Länge wird durch eine polygonale Apsis im Osten abgeschlossen. An das Gebäude sind neben dem Glockenturm ein runder Turm an der südwestlichen Ecke und ein polygonaler Turm an der südöstlichen Ecke angebaut. Beide Türme besitzen ein polygonales Dach und innen eine steinerne Wendeltreppe für den Zugang zu den Dachgeschossen. Das Langhaus, die drei Seitenkapellen und die Apsis sind mit einem Kreuzrippengewölbe versehen.
Hinter dem weißen Retabel und dem weißen Tabernakel des sachlich gehaltenen Hauptaltars fällt der Blick auf ein Gemälde, das zwischen 1840 und 1850 entstanden ist. Es zeigt unter einem großen Rundbogen den gekreuzigten Christus zwischen Maria und dem heiligen Laurentius. Dieser wird mit seinen Attributen Märtyrerpalme, Eisenrost, Flamme und Herz dargestellt.
Die Kirche besitzt noch einen Nebenaltar, der dem heiligen Petrus gewidmet ist. Es handelt sich um einen Sarkophagaltar, der als Dekor auf seiner Vorderseite ein leeres, in Gips geformtes Medaillon trägt. Seine Ecken sind mit Rocaille verziert. Der auf dem Altar befindliche Tabernakel ist von zwei kannelierten Säulen und mit Flügeln an beiden Seiten eingerahmt.
Weitere Ausstattungsgegenstände der Kirche stammen aus dem 17. und 18. Jahrhundert und sind als nationale Kulturgüter registriert.

### Burg
Die Burg wurde gegen 1370 vom Architekten Sicard de Lordat aus der Grafschaft Foix auf Fundamenten einer früheren Burg aus dem 12. Jahrhundert errichtet. Gaston Fébus, Graf von Foix und Vicomte von Béarn, gab den Bau in Auftrag als Teil des Verteidigungssystems gegen Bedrohungen der im Hundertjährigen Krieg englisch beherrschten Gascogne.
Raymond Ritter (1894–1974) kaufte 1947 die im fortschreitenden Verfall befindlichen Burg und machte es sich zusammen mit seiner Frau, Hélène, zur Lebensaufgabe, die Burg wieder vollständig zu restaurieren. 1971 überstellten sie die Burg in den Besitz des Départements.

### Haus Belluix
Das aus dem späten 15. Jahrhundert datierte Gebäude befindet sich gegenüber der Pfarrkirche. Bis vor einiger Zeit wurde fälschlicherweise angenommen, es handele sich um das Gebäude des Laienklosters. Nach neueren Erkenntnissen ist es aber die ehemalige Residenz des Grundherrn und erhielt seinen Namen nach den ersten Besitzern. In der Mitte des 18. Jahrhunderts wurde die reiche Familie Domecq Besitzerin des Hauses und bewohnte es rund hundert Jahre lang. 1930 kaufte die Familie Pintat das Anwesen und führte dort einen Mühlenbetrieb. Eine Backstube und ein Bäckerladen komplettierten den Betrieb in angrenzenden Gebäuden. Seit 1970 ist das Haus als Monument historique klassifiziert, seit 1984 in der Hand der Gemeinde. Da es 25 Jahre lang leer gestanden hatte, war es von der Zeit gezeichnet. Dank mehrerer Institutionen ist es seit 2011 wieder in einem restaurierten Zustand und der Öffentlichkeit zugänglich. Es besitzt heute einen Wohntrakt mit zwei Etagen und einem Dachgeschoss, die von einem runden, außen am Gebäude angebrachten Turm mit einer innenliegenden Wendeltreppe erreicht werden können. Das Innere des Gebäudes bewahrt alte Kamine, skulptierte Ornamente und Wandmalereien aus dem späten 15. Jahrhundert.

## Wirtschaft und Infrastruktur
Handel und Dienstleistungen sind die wichtigsten Wirtschaftsfaktoren der Gemeinde.

### Bildung
Morlanne verfügt über eine öffentliche Vor- und Grundschule mit 63 Schülerinnen und Schülern im Schuljahr 2017/2018.

### Sport und Freizeit
Mehrere Wander- und Spazierwege zu Fuß oder mit dem Fahrrad führen durch den Ort und seine Umgebung.

### Verkehr
Morlanne ist angeschlossen an die Routes départementales 269, 945 (ehemalige Route nationale 645) und 946 (ehemalige Route nationale 646).

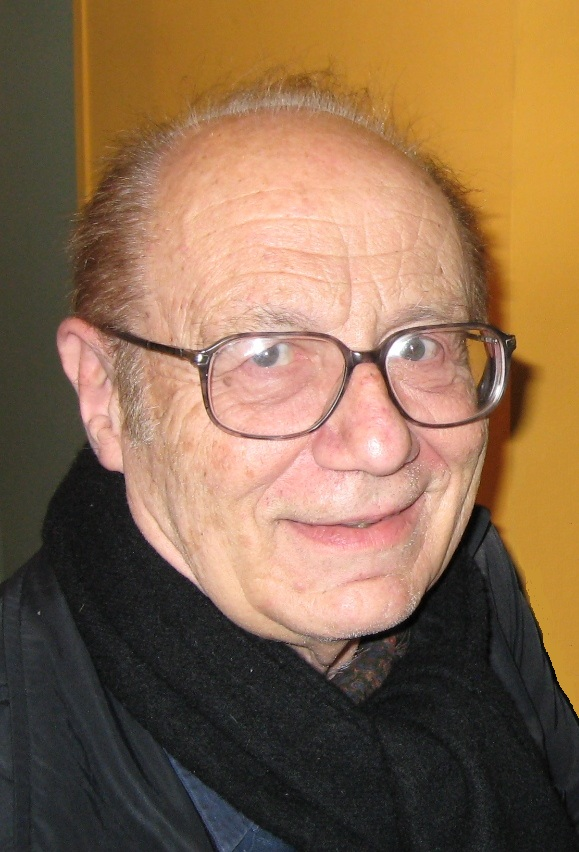
Pierre Bourgeade im Jahre 2008

## Persönlichkeiten
- Raymond Ritter, geboren am 23. Mai 1894 in Le Bouscat in der Nähe von Bordeaux, gestorben am 11. September 1974 in der Burg Morlanne, war Rechtsanwalt und Historiker und restaurierte von 1947 bis zu seinem Tod zusammen mit seiner Frau die Burg Morlanne.

- Pierre Bourgeade, geboren am 7. November 1927 in Morlanne, gestorben am 12. März 2009 in Loches (Region Centre-Val de Loire), war französischer Romanschriftsteller, Dramatiker, Lyriker, Drehbuchautor, Filmregisseur, Journalist, Literaturkritiker und Fotograf.